# 花園夜市

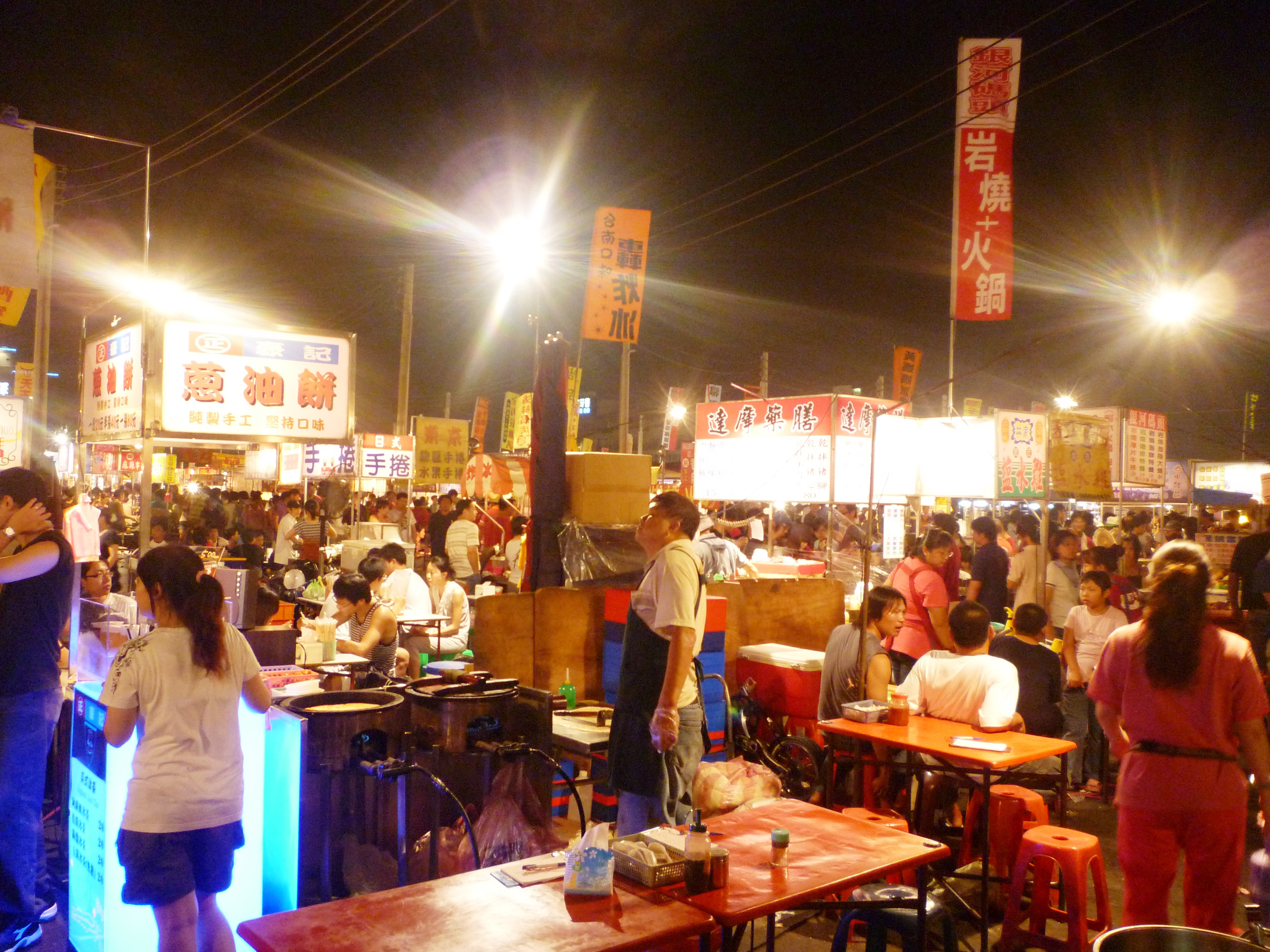
花園夜市の様子（2009年8月）

花園夜市（かえんよいち）は台湾・台南市北区で開催されている夜市。台南四大夜市の1つに数えられ、台北市の士林夜市と並ぶほどの台湾最大級の夜市である。木曜日、土曜日と日曜日に開催されている（2022年時点）。
開催される会場の面積は約4万坪で、出店する屋台は多い時で約400軒になる。
台湾のケーブルテレビ局TVBSのグルメ番組『食尚玩家』が2008年に実施したインターネット投票「十大夜市」では、花園夜市が第1位を獲得した。

## 歴史
1983年9月に、台南市は環境要因を理由にして台南市中区（現・中西区）で開催されていた民族路夜市への屋台の出店を禁止したため、屋台を中心とした移動夜市は台南市郊外で開催されるようになった。1984年には武聖夜市（中西区）が、1986年には小北成功夜市（北区）が開催されるようになった。
1999年、北区の裕農路と文成二街の隣の広場で付近の地主であった王進福、王建成兄弟が「鄭子寮花園夜市」を開催したことに端を発する。鄭子寮花園夜市は隣接する小北成功夜市と共に発展し、地元の東帝士百貨店が閉店した後は、そこの顧客層も呼び込むことになった。
2003年に土地の賃貸契約が終了し、鄭子寮花園夜市は一時閉鎖されることになる。この頃、王兄弟は夜市の運営に興味を抱くようになり、マクロ西門店（オランダの衣料品ディスカウントストアチェーン）の跡地で「大統一夜市」を開催するようになる。
2005年には海安路と和緯路の交差点付近にあった「公19公園」予定地を借り、花園夜市として再開し、現在に至る。